# A Date with Elvis (album d'Elvis Presley)
Pour les articles homonymes, voir A Date with Elvis.
Albums de Elvis Presley
For LP Fans Only
(1959) 50,000,000 Elvis Fans Can't Be Wrong
(1959)
A Date with Elvis est un album d'Elvis Presley sorti en juillet 1959. Il rassemble des chansons déjà parues en 45 tours ou en EP les années précédentes.

## Titres

### Face 1
| No | Titre                                                             | Durée |
| -- | ----------------------------------------------------------------- | ----- |
| 1. | Blue Moon of Kentucky (Bill Monroe)                               | 2:02  |
| 2. | Young And Beautiful (Aaron Schroeder, Abner Silver)               | 2:02  |
| 3. | (You're So Square) Baby I Don't Care (Jerry Leiber, Mike Stoller) | 1:51  |
| 4. | Milkcow Blues Boogie (Kokomo Arnold)                              | 2:38  |
| 5. | Baby Let's Play House (Arthur Gunter)                             | 2:15  |

### Face 2
| No | Titre                                                          | Durée |
| -- | -------------------------------------------------------------- | ----- |
| 1. | Good Rockin' Tonight (Roy Brown)                               | 2:12  |
| 2. | Is It So Strange (Faron Young)                                 | 2:28  |
| 3. | We're Gonna Move (Vera Matson, Elvis Presley)                  | 2:30  |
| 4. | I Want To Be Free (Jerry Leiber, Mike Stoller)                 | 2:12  |
| 5. | I Forgot to Remember to Forget (Stan Kesler, Charlie Feathers) | 2:28  |